# Ralf Gyllenhammar
Ralf Rafael Gyllenhammar, född Rafael Wolfgang Sebek 1 juli 1966 i Örgryte, är en svensk sångare och gitarrist. Han spelar även dragspel och piano. Gyllenhammar är uppvuxen i Mölnlycke utanför Göteborg men bor numera i Vallentuna utanför Stockholm. Han har tidigare bott i Skövde och Lövestad i Skåne.
Ralf Gyllenhammar sjunger och spelar gitarr i den svenska hårdrockgruppen Mustasch. Med detta band har han vunnit två Grammis för bästa hårdrocksalbum 2007 och 2009. Han har dessutom varit radiopratare på Rockklassiker och programledare för Klipptoppen i TV 7. Han vann 2007 priset Årets alternativa programledare för just Klipptoppen. Före Mustasch var Ralf Gyllenhammar med i B-Thong på deras sista skiva From Strength to Strength. Han medverkade under 2008 i tv-programmen Sing along, Doobidoo och Dom kallar oss artister.
Våren 2010 ledde Ralf Gyllenhammar en av körerna i TV 4:s musiktävling Körslaget. Hans kör från Mölnlycke blev den första att röstas ut. 29 april 2011 medverkade han i tv-programmet Så ska det låta, som han vann tillsammans med artisten Caroline af Ugglas. 2010 medverkade han i Klockan 8 hos stjärnorna, där han kom på delad 2:a plats.
Gyllenhammar deltog i Melodifestivalen 2013 med låten "Bed on Fire". Han gick direkt från fjärde deltävlingen till final där han slutade på en sjunde plats. Några veckor senare kom låten in på Svensktoppen.
Sommaren 2018 dömdes Gyllenhammar för sexuellt ofredande i samband med en reklaminspelning året dessförinnan. Gyllenhammar förnekade brott. Fallet uppmärksammades igen inför Melodifestivalen 2021, där Mustasch uppträdde, efter att bandet år 2019 tryckt upp och sålt T-shirts som tolkades som en referens till händelsen.
2022–23 spelade Gyllenhammar en av rollerna i musikalen "Mitt om natten".